# Max Collie
John Maxwell „Max“ Collie (* 21. Februar 1931 in Melbourne; † 6. Januar 2018) war ein australischer Musiker (Posaune, auch Gesang) und Bandleader des Dixieland Jazz.
Collie spielte in seiner Heimatstadt Melbourne seit 1948 mit einer eigenen Band, zu der 1952 auch Musiker von Graeme Bell stießen. 1962 ging er mit der Melbourne New Orleans Jazzband für ein Jahr auf Europa-Tournee und siedelte sich dann in England an. Er übernahm kurz danach die Leitung der London City Stompers. 1966 gründete er seine eigenen Rhythm Aces, die 1971 ihr erstes Album vorlegten, an dem Cy Laurie beteiligt war. Die Band gewann 1975 eine World Jazz Championship gegen vierzehn nordamerikanische Bands des Traditional Jazz. Mit den Rhythm Aces, die weiterhin regelmäßig in Europa und mehrfach in den Vereinigten Staaten tourte und in Fernsehsendungen zu sehen waren, hat er zahlreiche Veröffentlichungen vorgelegt. Mit der Band traten zeitweilig auch die Sängerinnen Marilyn Middleton Pollock und Pauline Pearce auf. Im Bereich des Jazz war er zwischen 1963 und 2001 an 53 Aufnahmesessions beteiligt.

## Lexikalische Hinweise
- Leonard Feather, Ira Gitler: The Biographical Encyclopedia of Jazz. Oxford University Press, New York 1999, ISBN 0-19-532000-X.
- Barry Kernfeld (Herausgeber), The New Grove Dictionary of Jazz. Oxford University Press, 2005, ISBN 0-19-516909-3